# Domotkan, Verhnodniprovsk
Domotkan (în ucraineană Домоткань) este un sat în comuna Zaricicea din raionul Verhnodniprovsk, regiunea Dnipropetrovsk, Ucraina.

## Demografie
Componența lingvistică a localității Domotkan
     Ucraineană (91,46%)
     Rusă (7,91%)
     Alte limbi (0,32%)
Conform recensământului din 2001, majoritatea populației localității Domotkan era vorbitoare de ucraineană (91,46%), existând în minoritate și vorbitori de rusă (7,91%).